# Isidoro Del Re
Isidoro Del Re (Lucca, 1815 – 1875) è stato un politico italiano.

## Biografia
Fu Deputato del Regno d'Italia nella VIII legislatura, eletto nel Collegio elettorale di Capannori. 
La sua città natale gli ha intitolato una via.